# Famen
| system                            | oddział          | piętro  | wiek (mln lat) |
| --------------------------------- | ---------------- | ------- | -------------- |
| karbon                            | wczesny missisip | turnej  | młodsze        |
| dewon                             | górny            | famen   | 372,2–358,9    |
| dewon                             | górny            | fran    | 382,7–372,2    |
| dewon                             | środkowy         | żywet   | 387,7–382,7    |
| dewon                             | środkowy         | eifel   | 393,3–387,7    |
| dewon                             | dolny            | ems     | 407,6–393,3    |
| dewon                             | dolny            | prag    | 410,8–407,6    |
| dewon                             | dolny            | lochkow | 419,2–410,8    |
| sylur                             | przydol          | przydol | starsze        |
| Podział według ICS, wrzesień 2023 |                  |         |                |

Famen (ang. Famennian)
- w sensie geochronologicznym – młodszy wiek epoki dewonu późnego, trwający około 15 milionów lat (od 374,5 ± 2,6 do 359,2 ± 2,5 mln lat temu). Famen jest młodszy od franu a starszy od turneju (karbon).

- w sensie chronostratygraficznym – wyższe piętro dewonu górnego, leżące powyżej franu, a poniżej turneju. Nazwa pochodzi od Famenne – regionu w południowej Belgii. Stratotyp dolnej granicy famenu znajduje się w górnym kamieniołomie w miejscowości Coumiac (około 20 km na SSW od miasta Bedarieux, południowa Francja). Granica oparta jest na obfitym pojawieniu się konodonta Palmatolepis triangularis Sannemann, 1955 oraz na wymarciu wszystkich konodontów z rodzaju Ancyrodella i Ozarkodina. Z granicą tą związane jest jedno z pięciu wielkich wymierań w fanerozoiku.